# María a Balteira
María Peres a Balteira (Armea, ... – ...; fl. XIII secolo) è stata una soldadeira galiziana del XIII secolo.

## Biografia
Sembra che le soldadeiras formassero parte della tradizione lirica medievale galiziano-portoghese dove svolgevano il ruolo di danzatrici mentre i xograis quello di cantori. Maria era celebre per la sua presenza in varie cantigas de escarnio e maldizer, anche se si conosce poco di lei:
María frequentò le corti di Ferdinando III e di Alfonso X, al punto che le viene dedicata una cantiga.:
sa midida, per que colha sa madeira»
Deve essere stata un personaggio molto popolare, dato che viene citata in 15 cantigas, la maggioranza betanceiros, come lei, Pero d'Ambroa e Pedr´Amigo de Sevilla, ma anche da Pero da Ponte.
Maria, a quanto pare, sarebbe stata una persona molto superstiziosa:
(Pedr'Amigo de Sevilha)
dedita al gioco:
(Pero García Burgalés)
(Pedro d'Ambroa)
e di carattere licenzioso:
(Johan Vasquiz de Talaveira)
ma fondamentalmente molto popolare:
(Pedro d'Ambroa)